# Galluccio rosato
Il Galluccio rosato è un vino DOC la cui produzione è consentita nella provincia di Caserta.

## Caratteristiche organolettiche
- colore: rosa più o meno intenso
- odore: delicato, fruttato, caratteristico
- sapore: secco, fresco, armonico

## Produzione
Provincia, stagione, volume in ettolitri
- nessun dato disponibile